# Gdańsk Stadion Expo
Gdańsk Stadion Expo – przystanek trójmiejskiej SKM położony w Gdańsku na osiedlu Letnica, przy ulicy Pokoleń Lechii Gdańsk. Został wybudowany w celu połączenia dworca Gdańsk Główny ze stadionem w Gdańsku Letnicy oraz AmberExpo, będącym siedzibą Międzynarodowych Targów Gdańskich.
Jest to drugi najmłodszy w Trójmieście przystanek SKM. Funkcjonuje tylko w dniach imprez sportowych, targowych, koncertów etc. na pobliskich obiektach. Pasażerowie skorzystali z niego po raz pierwszy 3 maja 2012 r. w związku z meczem Lechii Gdańsk z Legią Warszawa.